# Майкл Голл (біолог)
Майкл Ніпп Голл (англ. Michael Nip Hall, нар. 12 червня 1953, Пуерто-Рико) — американсько-швейцарський учений. Фахівець з молекулярної біології. Професор Біозентурмського університету Базеля

## Нагороди та визнання
- 1995: член Європейської організації молекулярної біології[12]
- 2003: Cloëtta Prize[en][13]
- 2009: член Американської асоціації сприяння розвитку науки
- 2009: Louis-Jeantet Prize for Medicine[en][14]
- 2012: Marcel Benoist Prize[en][15]
- 2013 :член Швейцарської академії медичних наук[16]
- 2014: Премія за прорив у науках про життя[17]
- 2014: Медаль Ганса Кребса[en][18]
- 2014: Грант Сінергії (Європейська дослідницька рада)[19]
- 2014: член Національної Академії Наук США[20]
- 2015: Міжнародна премія Гайрднера[21]
- 2016: Thomson Reuters Citation Laureates
- 2016: Дебреценська премія з молекулярної біології[en][22]
- 2016: Почесний доктор Женевського університету[23]
- 2017: Премія Сент-Д'єрді за прогрес у дослідженні рака[en][24]
- 2017: Премія Альберта Ласкера за фундаментальні медичні дослідження[25]
- 2018: Charles Rodolphe Brupbacher Stiftung[de]
- 2019: Howard Taylor Ricketts Award[de]
- 2019: HFSP Nakasone Award[de]

## Доробок
- Heitman, J., N. R. Movva, and M. N. Hall. 1991. Targets for cell cycle arrest by the immunosuppressant rapamycin in yeast. In Science 253, 905—909.
- Schmelzle, T. and M. N. Hall. 2000. TOR, a central controller of cell growth. In Cell 103, 253—262.
- Loewith, R., E. Jacinto, S. Wullschleger, A. Lorberg, J. L. Crespo, D. Bonenfant, W. Oppliger, P. Jenoe, and M. N. Hall. 2002. Two TOR complexes, only one of which is rapamycin sensitive, have distinct roles in cell growth control. In Mol. Cell 10, 457—468.
- Wullschleger, S., R. Loewith, and M. N. Hall. 2006. TOR signaling in growth and metabolism. In Cell 124, 471—484.
- Robitaille, A. M., S. Christen, M. Shimobayashi, L. L. Fava, M. Cornu, S. Moes, C. Prescianotto-Baschong, U. Sauer, P. Jenoe, and M. N. Hall. 2013. Quantitative phosphoproteomics reveal mTORC1 phosphorylates CAD and activates de novo pyrimidine synthesis. In Science 339, 1320—1323.[26]